# Wielkie twierdzenie Fermata

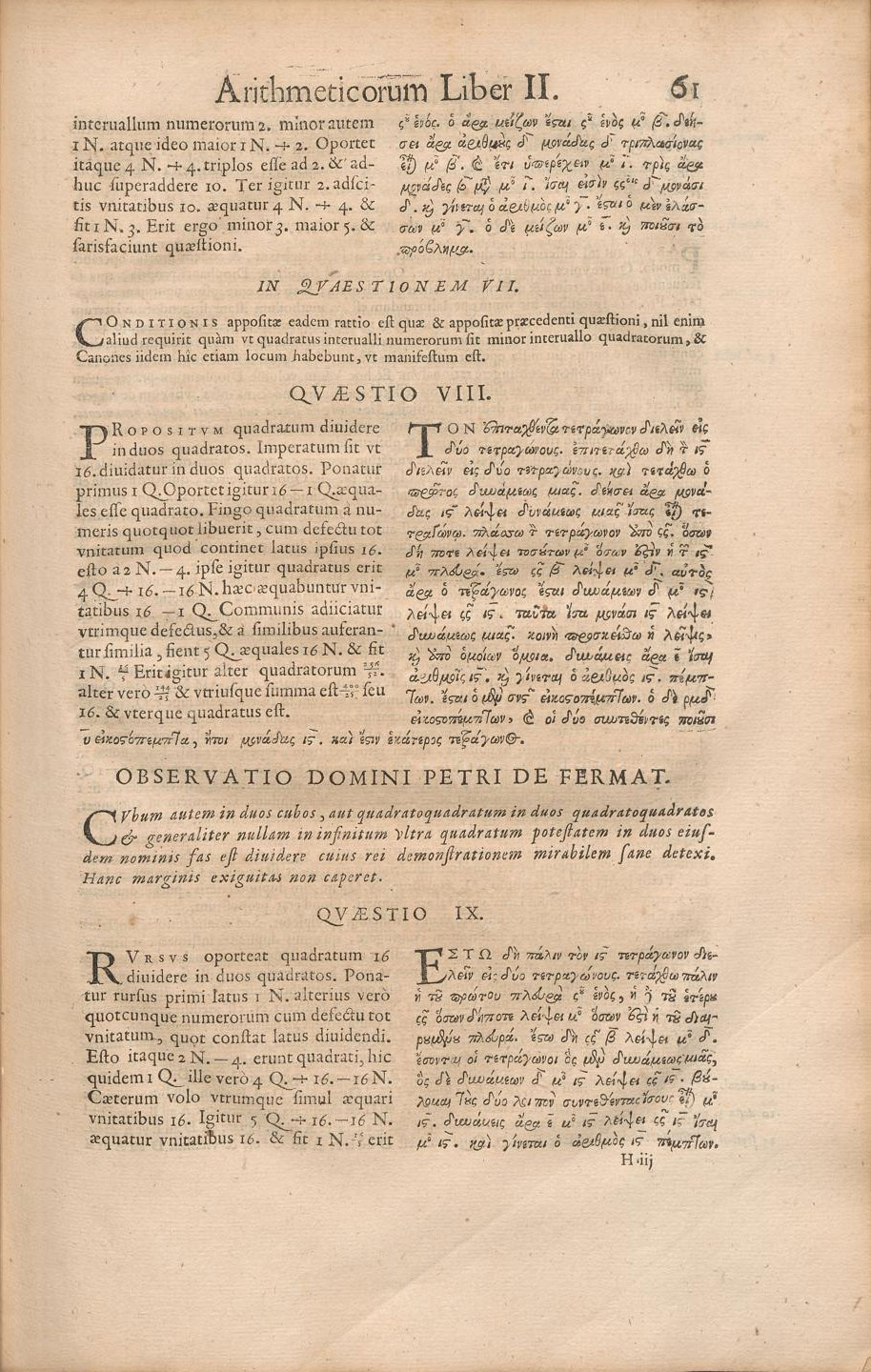
Arithmetica Diofantosa, wydanie z roku 1670 uwzględniające wielkie twierdzenie Fermata

Wielkie twierdzenie Fermata – twierdzenie teorii liczb, które brzmi:
dla liczby naturalnej {\displaystyle n>2} nie istnieją takie liczby naturalne dodatnie {\displaystyle x,y,z,} które spełniałyby równanie {\displaystyle x^{n}+y^{n}=z^{n}.}
Równanie to jest znane jako równanie Fermata. Pierre de Fermat zanotował to twierdzenie na marginesie łacińskiego tłumaczenia książki Arithmetica Diofantosa i opatrzył następującą uwagą:
znalazłem zaiste zadziwiający dowód tego twierdzenia. Niestety, margines jest zbyt mały, by go pomieścić,
lub w innej wersji:
Jest niemożliwe rozłożyć sześcian na dwa sześciany, czwartą potęgę na dwie czwarte potęgi i ogólnie potęgę wyższą niż druga na dwie takie potęgi; znalazłem naprawdę zadziwiający dowód tego, jednak margines jest za mały, by go pomieścić.

## Historia

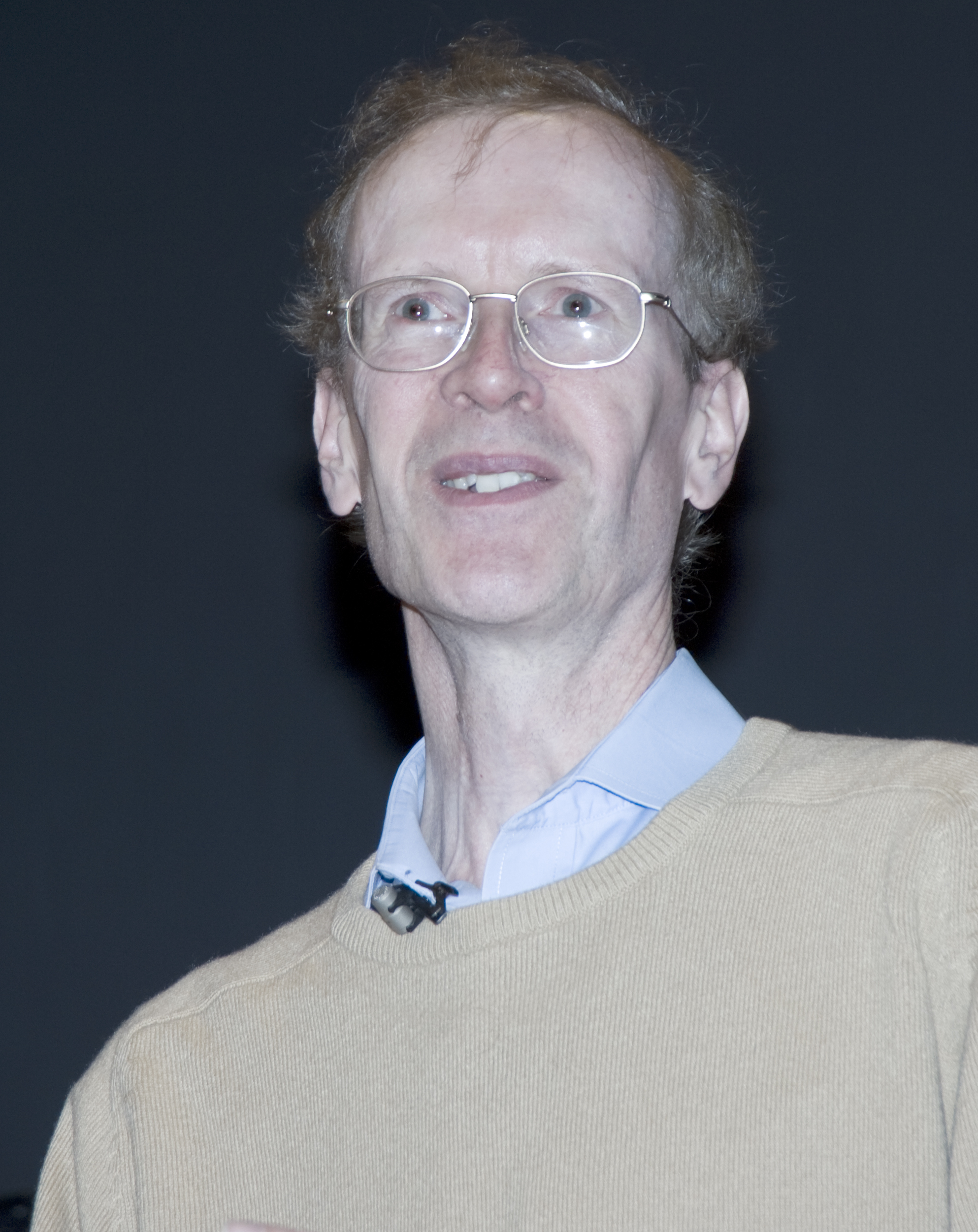
Andrew Wiles

Twierdzenie zostało sformułowane przez Fermata w roku 1637. Opublikowano je dopiero w roku 1670, po odnalezieniu go w pozostałych po śmierci pismach Fermata, i z miejsca stało się wyzwaniem dla kolejnych pokoleń matematyków – wiadomo bowiem było, że wiele twierdzeń formułowanych przez Fermata okazało się prawdziwymi, a ich dowody zostały znalezione przez innych. To jedno przez ponad 300 lat opierało się próbom dowodu w ogólności, znane były dowody szczególnych przypadków. Dlatego też nazwane zostało ostatnim twierdzeniem Fermata.
Dowód ostatecznie został przeprowadzony przez angielskiego matematyka Andrew Johna Wilesa dopiero w roku 1994, co było jedną z największych sensacji naukowych XX wieku. Zajmował ok. 100 stron A4 i wyrażony był w języku topologii i krzywych eliptycznych.
W rzeczywistości dowód twierdzenia Fermata przeprowadzony przez Wilesa ma dosyć długą historię, a jego głównymi elementami było postawienie w 1955 przez Taniyamę pewnych pytań na temat funkcji eliptycznych, jego późniejsze prace wraz z Shimurą i postawiona przez nich hipoteza Shimury-Taniyamy. W 1986 udowodniono, że istnieje związek między tą hipotezą a twierdzeniem Fermata. Późniejsze prace matematyków pokazały, że gdyby twierdzenie Fermata było fałszywe, to i hipoteza Shimury-Taniyamy byłaby fałszywa.
Wiles na wykładach w dniach 21, 22 i 23 lipca 1993 przedstawił dowód tej hipotezy w kilku przypadkach, w tym wymaganych do udowodnienia wielkiego twierdzenia Fermata. W roku 1995 Wiles opublikował dowód wielkiego twierdzenia Fermata na łamach Annals of Mathematics.
Wielu matematyków nadal szuka dowodu Wielkiego Twierdzenia Fermata na bazie teorii liczb. Istnieją dowody dla wybranych n podane przez takich matematyków jak Euler (n = 3), Dirichlet (n = 5, n = 14), Lamé (n = 7) i inni. Późniejsze prace innych matematyków i obliczenia numeryczne pozwoliły udowodnić wielkie twierdzenie Fermata dla wszystkich n < 1 000 000.

## Wielkie twierdzenie Fermata w kulturze
Wielkie twierdzenie Fermata zostało wspomniane w serialu Star Trek: Następne pokolenie, w dwunastym odcinku drugiego sezonu zatytułowanym „The Royale”. Kapitan Jean-Luc Picard zastanawiał się nad dowodem tego twierdzenia w ramach gimnastyki umysłowej. Autorzy scenariusza tego odcinka, który został nakręcony w 1989 roku, zakładali, że dowód tego twierdzenia nie został odnaleziony aż do momentu, w którym dzieje się akcja serialu, czyli do drugiej połowy XXIV wieku. Było to zgodne z podejrzeniami wielu matematyków, uważających, że ten dowód nigdy w ogóle nie istniał. Opublikowanie w 1995 roku przez Andrew Johna Wilesa dowodu zostało jednak zauważone przez twórców seriali Star Trek, którzy w jednym z odcinków Star Trek: Stacja kosmiczna (Facets) wyprodukowanym w połowie 1995 roku, umieścili wzmiankę o samym Wilesie, wplatając wątek szukania dowodu na wielkie twierdzenie Fermata we wspomnienia jednej z postaci – Jadzii Dax.
O ostatnim twierdzeniu Fermata wspomina również Stieg Larsson w swojej powieści kryminalnej Dziewczyna, która igrała z ogniem z serii Millennium. Główna bohaterka Lisbeth Salander, o umyśle co najmniej nieprzeciętnym, próbuje dowieść prawdziwości tego twierdzenia.
W literaturze polskiej o wielkim twierdzeniu Fermata wspomniano w powieści dla młodzieży Kornela Makuszyńskiego Szatan z siódmej klasy. Jeden z głównych bohaterów, Iwo Gąsowski, matematyk amator, usiłuje znaleźć dowód na prawdziwość tego twierdzenia.
Ostatniemu twierdzeniu Fermata została również poświęcona książka S-F Arthura C. Clarke’a i Frederika Pohla Ostatnie twierdzenie. W książce bohater, Ranjit Subramanian, młody Lankijczyk, zainteresował się tym twierdzeniem i usiłuje dojść do odtworzenia oryginalnego dowodu, o którym Fermat napisał na marginesie. W książce jest wspomniane o dowodzie Wilesa, lecz Subramanian uważał, że dowód na nieistnienie sumy tych samych potęg wywodzących się z potęg boków przyprostokątnych trójkąta prostokątnego jest dużo prostszy niż dowód Wilesa.
Simon Singh w książce The Simpsons and Their Mathematical Secrets wskazuje na nawiązania do wielkiego twierdzenia Fermata występujące w serialu The Simpsons, gdzie przedstawione są nieprawdziwe, ale uprawdopodobnione równania obalające wielkie twierdzenie Fermata (np. „398712 + 436512 = 447212”). Te wzmianki zostały umieszczone w tle serialu przez pracujących przy jego produkcji matematyków.